# Juan María Nin
Juan María Nin Génova, (Barcelona, España, 1953) es abogado-economista español por la Universidad de Deusto , Master of Laws and Political Sciences por la London School of Economics y Teniente de Infantería de Marina. Ha ejercido cargos de responsabilidad en la Administración Pública Española y en el sector empresarial, especialmente en finanzas y energía. Ha mantenido colaboraciones regulares con la Universidad de Deusto, ESADE y Deusto Business School a título de Consejero. Es Presidente del Círculo de Empresarios desde 2024.

## Trayectoria profesional
El centro de la trayectoria profesional de Juan María Nin ha sido el sector bancario, siendo uno de los artífices de los procesos de fusión de bancos y cajas más importantes de España y ocupando destacados cargos ejecutivos en empresas españolas cotizadas.Fue Vicepresidente Ejecutivo y Consejero Delegado de La Caixa,  Consejero Delegado de Banco Sabadell, director general de Banco Santander y miembro del Consejo de Administración de Société Générale de Banque, de su Comité de Riesgos, Comité de Remuneraciones y US Risk Committee. También ha estado involucrado en el sector de la energía y ha sido miembro del Consejo de Administración de Cepsa, Repsol y Naturgy entre otras empresas.   
En 2024 es Presidente de ITP Aero, Itínere Infraestructuras, Mora Banc, Tressis y del Consejo Asesor Europeo de Metyis; también es Operating Partner de Corsair Capital.
Empezó su intensa trayectoria internacional entre 1978 y 1980, cuando formó parte del equipo del Ministro para las Relaciones con las Comunidades Europeas para la negociación de la adhesión de España en las Comunidades Europeas. Desde entonces es un firme partidario del proyecto de Europa. Como Expresidente de la Fundación Consejo España-EEUU, es experto en las relaciones bilaterales entre ambos países. También es asistente regular a Bilderberg, FMI, Greenmantle y otros foros internacionales, además de autor de libros y artículos de opinión y análisis sobre economía y ciencias sociales. Es comentarista habitual en medios de comunicación y destaca su libro “Por un crecimiento racional” sobre la crisis del 2008.     

### Premios y reconocimientos
Ha sido reconocido con el premio Gran Cruz de la Orden del Mérito Civil (2013) y la Gran Cruz del Mérito Policial.

### Vida personal
Casado con Alicia Garaizabal. Tiene 4 hijos.

## Libros publicados
El 4 de abril de 2017 publicó el libro “Por un crecimiento racional” (Ed. Deusto) donde, desde unos valores liberales, un apoyo en la historia y algunas de sus múltiples vivencias personales, reflexiona sobre la economía, las finanzas y propone una serie de reformas políticas y económicas para el futuro.